# Amina Handke

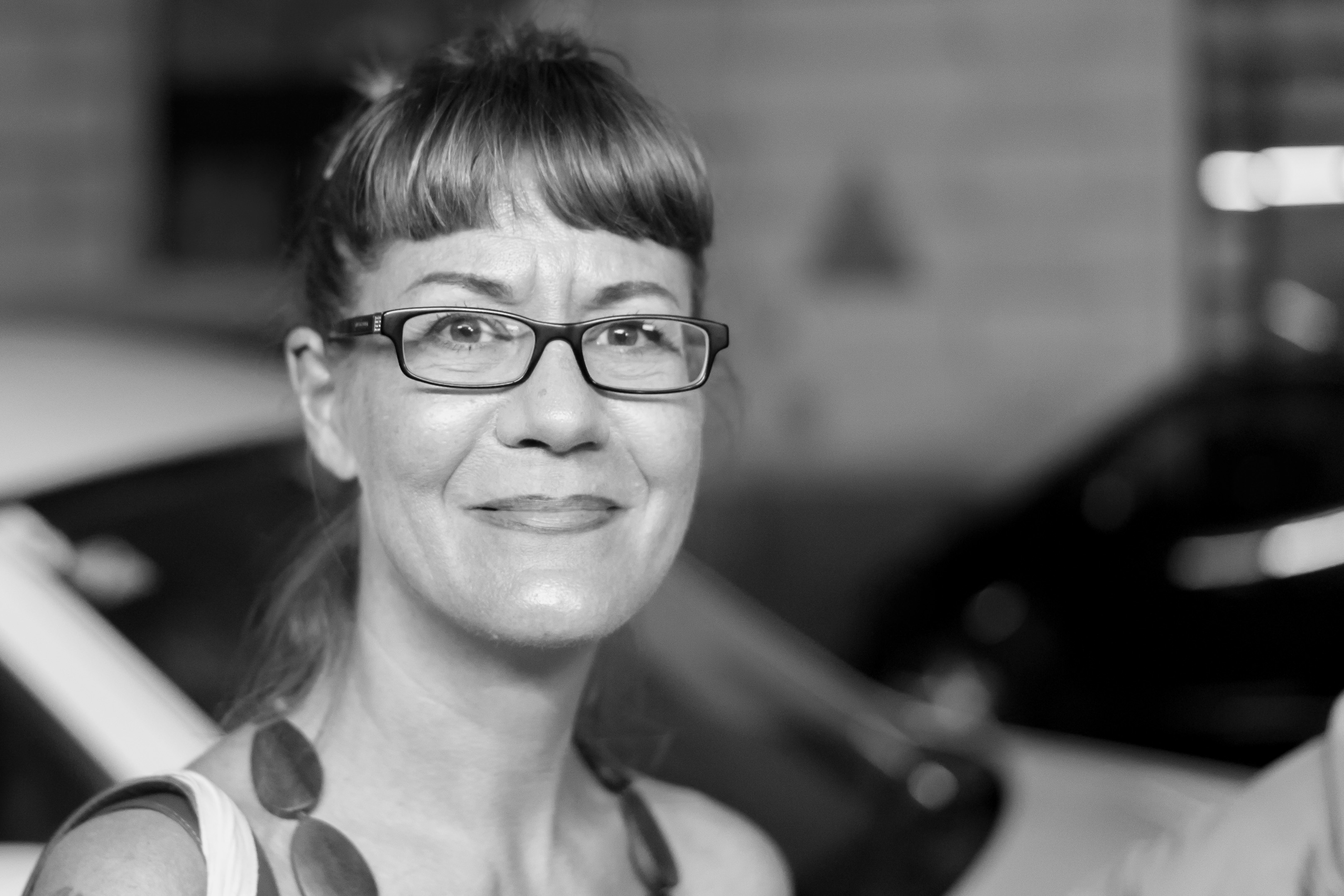
Amina Handke (2014)

Amina Handke (geboren am 20. April 1969 in Berlin) ist eine österreichische Künstlerin, Filmemacherin und Kuratorin.

## Leben und Wirken
Amina Handke ist die Tochter der Schauspielerin Libgart Schwarz und des Schriftstellers Peter Handke. Ihre frühe Kindheit verbrachte sie in Paris. Aufgrund des fehlenden Fernsehers nahm ihr Vater sie oft ins Kino mit, um Filme zu sehen.
Handke studierte Malerei, Grafik und Mediengestaltung.

### Kunst und Film
Ihr künstlerischer Fokus liegt auf der kritischen und reflexiven Untersuchung gesellschaftlicher Normen, Identitäten und Authentizität, wobei sie emanzipatorische und partizipatorische Prozesse betont.
Mit Anfang 20 schuf Amina Handke das Bühnenbild für das Stück Kaspar von 1968, geschrieben von ihrem Vater. Sie beschreibt das Stück als eine komplexe und absurde Abfolge von Szenen und Slapstickelementen, die sich mit menschlicher Unbeholfenheit und Hilflosigkeit auseinandersetzen.
Amina Handke arbeitet disziplinübergreifend mit Video, Fotografie, performativen Methoden, Objekten, Zeichnungen und Text. Seit ihrer Studienzeit in Malerei und Medienkunst hat sie in verschiedenen künstlerischen und kulturellen Bereichen wie TV, Film, Multimedia, Theater, Performance, Musik und Jugendarbeit gewirkt.
Für ihren Langfilm Mein Satz, der im Jahr 2022 auf der Viennale uraufgeführt wurde, griff sie das Theaterstück Kaspar auf und erzählt davon, wie ihre Mutter die Fähigkeit für geordnete Sprache verliert. Diese Sprachverwirrung bildet den Ausgangspunkt für einen verspielten, metafiktionalen und sehr persönlichen Film. Er proklamiert den Widerstand gegen das Diktat der Sprache und behandelt das Erbe ihres Vaters sowohl kreativ als auch konfliktgeladen.

### Kuration
Handke kuratierte u. a. die Ausstellung „Copie NON Conforme“. Der Titel der Schau ist eine Referenz auf den Film „Copie Conforme“ des persischen Filmemachers Abbas Kiarostami und behandelt die Frage von Original und Kopie in der Kunst, als auch im Leben.

## Tätigkeit in Organisationen
Handke war mit Alf Altendorf Mitbegründerin des Wiener TV-Senders TIV. Sie war auch an der Konzeption des Wiener Community-TV Okto beteiligt.
Sie hat u. a. an der Universität für Angewandte Kunst unterrichtet.
Derzeit ist Handke die Geschäftsführerin des Vereins FC Gloria (Frauen* Vernetzung Film) in Wien.

## Filmografie (Auswahl)
- 2014: Quotenpublikum (TV-Kunstserie)[20]
- 2015: Mutter von Mutter (Kurzfilm)[21][22][23]
- 2016: In Fermata (Kurzfilm)[24][25]
- 2022: Mein Satz (Langfilm)[26][27]

## Hörspiele (Auswahl)
- 1992: Antonio Fian: Peymann oder Der Triumph des Widerstands (Kirsten Dene, Burgschauspielerin) – Regie: Christian Ankowitsch (Satirischer Sketch (Mitschnitt einer Veranstaltung im Theater im Künstlerhaus am 20. März 1992) – ORF-W/Sparverein)[28]

## Theater (Auswahl)
- 2003: Disco ergo sum (im Rahmen der Theater Gruppe 80, gemeinsam mit David Schalko)

## Publikationen (Auswahl)
- Die Sammlung Handke (Triton Verlag, 2002)[29]